# パノラ郡 (ミシシッピ州)
パノラ郡（英: Panola County）は、アメリカ合衆国ミシシッピ州の北西部、ミシシッピ・デルタのすぐ東に位置する郡である。2010年国勢調査での人口は34,707人であり、2000年の34,274人から1.3%増加した。郡庁所在地はベイツビル市（人口7,463人）およびサーディス市（人口1,703人）の2つである。郡名はインディアンの言葉で「綿花」を意味している。

## 歴史
パノラ郡は1836年2月9日に、1832年チカソー族インディアン譲渡の土地から創設された州北部12郡の1つとして設立された。構成法では次のように領域を定義していた。
1877年2月1日にクイットマン郡が作られ、パノラ郡からは南西部の小さな領域を渡したので、それまでの面積756平方マイル (1,960 km2) が現在の705平方マイル (1,830 km2). まで小さくなった。1920年の人口は27,845人だった。人口は少しずつ増えて、1850年の11,444人から1910年の31,274人にまでなっていた。
郡内の古い町はベルモントとパノラであり、互いに数マイル離れて、タラハチー川の対岸にあった。パノラ郡の郡庁所在地を巡ってこの2つの町の間で競い合う時代が続いた。ミシシッピ・アンド・テネシー鉄道（現在はイリノイ・セントラル鉄道）の出現により、ベルモントはサーディスに吸収され、パノラはベイツビルに吸収された。この競合があった結果の1つとして郡の司法地区が2つある。サーディスは第1司法地区の、ベイツビルは第2司法地区の所在地となり、郡が分かれている。

## 初期の教育
郡設立初期に、教師の育成教育の分野にはあまり力が入れられていなかった。実際に教育は家庭の責任に留まっていた。この非公式の教育は算数、読み書きおよび聖書の概念の学習で構成されていた。
1840年までに教育に対する検討が行われるようになった。これは1840年の国勢調査でも明らかであり、4つの小さな小学校に合わせて92人の生徒が通っていた。この調査では学校名を挙げておらず、また正式教育の試みに関する記録なども分かってはいない。
1840年代初期、郡の新聞に学校に関する広告が現れるようになった。この広告は初期教育の美徳を表現しようとしていた。
この頃、高い教育を受けたボストン出身者ジェイムズ・S・B・サッチャー判事が、ミシシッピ州のために教育プログラムを考案した。この提案はかなりの議論を呼び、最終的に（1846年3月4日）州議会が、「普通教育体系を確立する法」に取り込んだ。この法は、「各郡に5人の委員による教育委員会を設け、教師に免許を与え、教育に当たらせ、学校の土地を貸与し、各郡で教育予算を手当てさせる」としていた。ミシシッピ州知事候補のA・G・ブラウンが普通教育体系設立を選挙運動の課題にすることにしたので、この法はかなりの程度に実行された。1846年までに、ブラウン知事（在任1844年-1848年）がこの法の成立に成功していた。この法で設立された学校の目標は高貴だったが、「郡によって豊かさが違い、管理効率も違ったので、統一性は無かった。」これよ前の1803年からは各郡区の16区画が学校のために取っておかれた。この区画は学校のためのみに使われるものだった。
この法はパノラ郡ではあまり役立たなかったが、進展はあった。7回目の国勢調査だった1850年までに、18の学校があり、生徒総数は439人になっていた（1840年の約4倍）。この調査では18人がその職業を教師と申告していた。1854年春までに、シャイローの町の数人が小さな丸太小屋を立てて、町の校舎にした。ジョーンズの学校と呼ばれたこの学校で、少なくとも1人の教師を雇用したが、その成長は緩りだった。数年後に教育施設の場所がピーチクリークに移され、非公式に村の鍛冶屋の名前を採って、「グリージー・スミス学校」と呼ばれていた。

## 地理
アメリカ合衆国国勢調査局に拠れば、郡域全面積は705.13平方マイル (1,826.3 km2)であり、このうち陸地684.20平方マイル (1,772.1 km2)、水域は20.94平方マイル (54.2 km2)で水域率は2.97%である。

### 主要高規格道路
- 州間高速道路55号線
- アメリカ国道51号線
- ミシシッピ州道3号線
- ミシシッピ州道6号線
- ミシシッピ州道35号線

### 隣接する郡
- テイト郡 - 北
- ラファイエット郡 - 東
- ヤロブシャ郡 - 南東
- タラハチー郡 - 南西
- クイットマン郡 - 西
- トゥニカ郡 - 北西

## 人口動態
以下は2000年の国勢調査による人口統計データである。
| 基礎データ - 人口: 34,274人 - 世帯数: 12,232 世帯 - 家族数: 9,014 家族 - 人口密度: 19人/km2（50人/mi2） - 住居数: 13,736軒 - 住居密度: 8軒/km2（20軒/mi2） 人種別人口構成 - 白人: 50.48% - アフリカン・アメリカン: 48.36% - ネイティブ・アメリカン: 0.16% - アジア人: 0.18% - 太平洋諸島系: 0.01% - その他の人種: 0.41% - 混血: 0.39% - ヒスパニック・ラテン系: 1.12% | 年齢別人口構成 - 18歳未満: 29.4% - 18-24歳: 10.4% - 25-44歳: 27.4% - 45-64歳: 20.8% - 65歳以上: 12.1% - 年齢の中央値: 33歳 - 性比（女性100人あたり男性の人口） - 総人口: 91.8 - 18歳以上: 86.5 世帯と家族（対世帯数） - 18歳未満の子供がいる: 36.1% - 結婚・同居している夫婦: 48.9% - 未婚・離婚・死別女性が世帯主: 19.9% - 非家族世帯: 26.3% - 単身世帯: 23.2% - 65歳以上の老人1人暮らし: 10.1% - 平均構成人数 - 世帯: 2.75人 - 家族: 3.25人 | 収入と家計 - 収入の中央値 - 世帯: 26,785米ドル - 家族: 32,675米ドル - 性別 - 男性: 27,359米ドル - 女性: 19,088米ドル - 人口1人あたり収入: 13,075米ドル - 貧困線以下 - 対人口: 25.3% - 対家族数: 21.2% - 18歳未満: 32.3% - 65歳以上: 25.2% |

## 都市と町

### 都市
- ベイツビル - 郡庁所在地

### 町
- コモ
- コートランド
- クレンショー（一部はクィットマン郡）
- クラウダー（大半はクィットマン郡）
- サーディス - 郡庁所在地

### 村
- ポープ

### 未編入の町
- アスキュー
- カーティスステーション
- グレンビル
- ロングタウン
- プレザントグローブ

## 教育
郡内の公共教育は下記2つの教育学区が管轄している。
- ノースパノラ教育学区
- サウスパノラ教育学区